# Любимов, Дмитрий Викторович
Дми́трий Ви́кторович Люби́мов (6 февраля 1949, Молотов — 10 марта 2012, Пермь) — советский и российский физик, создатель общей теории термовибрационных явлений, лидер пермской гидродинамической школы. Доктор физико-математических наук (1995), профессор (1996), заслуженный деятель науки Российской Федерации (2007). Автор учебников по физике для вузов.

## Биография
В 1971 году окончил физический факультет Пермского университета. В 1979 году защитил кандидатскую диссертацию «Некоторые задачи конвективной устойчивости в пористой среде».
С 1974 года работал на кафедре теоретической физики, с 1989 года возглавлял её. Под его руководством кафедра в течение многих лет занимала первое место среди кафедр университета по научной работе.
С 1995 года — доктор физико-математических наук (диссертация «Нелинейные проблемы теории быстроосциллирующих конвективных течений»), с 1996 года — профессор.
Супруга — физик Т. П. Любимова (род. 1949).

## Научная работа
Создатель общей теории термовибрационных явлений.
Первую научную работу (по тематике гидродинамики) выполнил под руководством профессора Г. З. Гершуни, в ней он использовал новые методы анализа конвективных течений. В дальнейшем эти исследования были продолжены. Вместе со своими учениками создал новые направления в области гидромеханики и тепломассообмена, в науке о конвекции. К их числу относится цикл исследований тепловой конвекции в пористой среде и хаотических режимов конвекции в ячейке Хеле-Шоу, а также вибрационной конвекции. Им развиты новые подходы к теории течений в системах с поверхностями раздела, создана общая теория течений и теплообмена в неоднородных средах под действием вибраций, применённая ко многим конкретным проблемам.
В последние 15 лет возглавлял Пермскую школу физической гидродинамики. Был руководителем еженедельного городского гидродинамического семинара, объединяющего учёных Перми, известного в России и за рубежом.
Главный редактор сборников научных статей «Гидродинамика», «Вибрационные эффекты в гидродинамике», «Vibrational Effects in Fluid Dynamics». Лидер пермской гидродинамической школы. Руководитель Пермского городского гидродинамического семинара. Член секции космического материаловедения Совета по космосу РАН.
Руководитель грантов РФФИ и Международного научного фонда, Международных проектов по программам Европейских комиссий в области информационных технологий, INCO-COPERNICUS и Наука-NASA, Российско-Французской сети по подготовке аспирантов.
Под его руководством защищено 15 кандидатских и 3 докторских диссертации.
Автор книги «Thermal Vibrational Convection» (1998, в соавторстве с Г. З. Гершуни).
Автор свыше 300 научных работ, из них более ста в зарубежной печати. Основные работы посвящены теории тепловой конвекции, конвективной и гидродинамической устойчивости, возникновению сложного динамического поведения гидродинамических систем, влиянию вибраций на поведение неоднородных гидродинамических систем.

## Награды, звания, премии
- Лауреат премии первой степени им. А. А. Поздеева в области физики, математики, информатики (1999).
- Премия имени академика Г. Петрова 1-й степени (2004)[3].
- Почётное звание «Заслуженный деятель науки Российской Федерации» (2007).
- Соросовский профессор.
- Почётные грамоты Министерства науки и образования.

## Избранные научные работы

### Диссертации
- Любимов Д. В. Некоторые задачи конвективной устойчивости в пористой среде : дисс. … канд. физ.-матем. наук : 01.02.05. - Пермь, 1979. - 189 с.
- Любимов Д. В. Нелинейные проблемы теории быстроосциллирующих конвективных течений : дисс. ... докт. физ.-матем. наук : 01.02.05. - Пермь, 1994. - 415 с.

### Книги и учебные пособия
- Gershuni G.Z., Lyubimov D.V. Thermal Vibrational Convection. John Wiley & Sons. England. 1998, 358p. ISBN 0-471-97385-8.
- Любимов Д. В., Любимова Т. П., Черепанов А. А.  Динамика поверхностей раздела в вибрационных полях. М.: Физматлит, 2003, 216 с. 22 см.; ISBN 5-9221-0456-X.
- Физическая гидродинамика. Расчётный семинар : учеб. пос. / Д.В. Любимов, Т.П. Любимова. - Пермь : Пермский гос. ун-т, 2007. - 83 с. : ил.; 20 см. ISBN 5-7944-0818-9 (в обл.)
- Электродинамика. Электромагнитное поле в вакууме : учеб. пос. / Д. В. Любимов. - Пермь : Пермский гос. ун-т, 2007. - 90 с. : ил.; 20 см. ISBN 5-7944-0811-1
- Векторный и тензорный анализ: учеб. пос. для студ. по напр. подг. бакалавров "Физика", "Радиофизика", "Прикладные математика и физика", "Нанотехнологии и микросистемная техника" / Д. В. Любимов, Б. С. Марышев, К. Б. Циберкин; - Пермь : ПГНИУ, 2016. - 92 с. : ил.; 20 см.; ISBN 978-5-7944-2715-8 : 100 экз.
- Распространение звуковых возмущений : учеб.-мет. пос. / Г. З. Гершуни, Д. В. Любимов. - Пермь : Пермский гос. ун-т, 2007. - 21 с.; 20 см.; ISBN 5-7944-1075-2

### Статьи
- Список трудов на Math-Net.Ru.